# 李武章
李武章（1959年7月—），河北怀安人，汉族，中华人民共和国官员，无党派人士，山西省政协副主席、第十三届全国政协委员，曾连续两届担任全国人民代表大会山西地区代表。

## 生平
李武章1976年7月参加工作，当时仅17岁。他曾担任雁北地区化工供销公司经理、雁北化肥专业公司经理、大同市化肥专业公司经理、大同市天宝化肥工业集团公司董事长、总经理。1998年7月，他被选为大同市政协副主席。2003年8月，他改而到政府任职，出任大同市副市长。2012年3月出任朔州市副市长。2014年1月，李武章被选为山西省工商联主席、山西省总商会会长。2018年1月，当选山西省政协副主席、第十三届全国政协委员。2023年1月，届满卸任山西省政协副主席。
李武章1995年8月至1997年12月在中央党校函授学院经济管理专业在职学习。2008年6月，他在武汉大学软件工程获得在职硕士学位。
他曾于2008年、2013年两次被选为全国人大代表。